# Каменский, Михаил Александрович
Михаил Александрович Каменский (род. 12 ноября 1959 года, Москва) — российский искусствовед, куратор, арт-менеджер, кандидат философских наук (1998), действительный член РАХ (2019), (член-корреспондент с 2013). Заслуженный деятель искусств Республики Северная Осетия — Алания, (2008).

## Биография
Родился в семье искусствоведов. Отец, Александр Абрамович Каменский — историк искусства и художественный критик. Мать, Татьяна Георгиевна Гурьева-Гуревич, историк искусства, редактор издательства «Советский художник».
Выпускник факультета английского языка МГПИ им. В. И. Ленина (1981), работал учителем в школе. Окончил аспирантуру ГИТИС им. А. В. Луначарского (1987), защитил кандидатскую диссертацию «Функционирование средств массовой коммуникации США (эстетический аспект)» (ВНИИ искусствознания, 1987).
В 1988—1991 годах сотрудник Всесоюзного центра социологии и театральной критики СТД СССР.
В 1991—1998 годах работал в НИИ искусствознания, газете и ИД Коммерсантъ. В этот же период стал заниматься организацией аукционов, коммерческих и некоммерческих выставок произведений искусства. Сооснователь и художественный директор первого российского аукционного дома «Альфа-Арт» (1991), Галереи несовременного искусства «Каталог»(1993) и ассоциации «Четыре искусства» (1994). В основу их выставочной политики легли темы русского авангарда и советского искусства 1920—1930-х годов. Обязательная комплексная историко-художественная и технологическая экспертиза предлагаемых рынку произведений искусства, которую начал проводить аукционный дом, документальное подтверждение их подлинности, стало ответом на рост индустрии подделок, получившей развитие параллельно подъему коллекционерского и инвестиционного спроса на русское академическое искусство и авангард . К сотрудничеству были привлечены ведущие профильные специалисты — историки искусства.
Работая в газете Коммерсантъ, Каменский освещал новости культуры. Писал аналитические обзоры и критические эссе о происходящем на художественном рынке.     В августе 1991 года вёл прямой репортаж о событиях ночи 21 августа вокруг Белого дома. C 1996 по 1998 заместитель Генерального директора Издательского Дома «Коммерсантъ».
В 1998—2002 годах — заместитель директора ГМИИ им. А. С. Пушкина. По поручению И. А. Антоновой руководил работой научной группы (Мишин В. А.,              Маркова В.Э., Потапова Т. В., Толстиков В. П., Савостина Е. А.), отвечал за создание концепции развития музея в XXI веке. Разработки группы легли в основу утвержденной позднее «Концепции развития ГМИИ им. А. С. Пушкина» и способствовали принятию правительственного решения о передаче музею прилегающих территорий и зданий (бывшая усадьбы Вяземских).
В 2003—2007 годах — директор Департамента маркетинга, рекламы и связей с общественностью Банка Москвы. Авторами визуальных решений в отечественной банковской рекламе стали известные современные художники, в частности, группа АЕС, А. Бильжо, С. Кужавский и С. Жицкий. Банк стал поддерживать современное искусство, а в 2003 году Банк Москвы стал первым корпоративным спонсором российского участия в Международной Венецианской биеннале современного искусства.
После трагедии в Беслане инициировал и курировал многолетнюю благотворительную программу Банка Москвы «Театры — детям Беслана».
С 2007 по 2016 — генеральный директор «Сотбис Россия-СНГ» (дочерняя компания аукционного дома Sotheby's). Российская «Сотбис» вывела на мировой рынок работы многих современных российских художников, способствовала развитию коллекционирования, возникновению в стране частных музеев и возвращению большого количества художественных и историко-культурных ценностей, в частности, коллекции Ростроповича — Вишневской и архива Андрея Тарковского,,. Способствовал возникновению в НИУ «Высшая школа экономики» магистерской программы «История художественной культуры и рынок искусства», созданной совместно с Sotheby’s Institute of Art.
С сентября 2017 по август 2018 года — соведущий авторской радиопрограммы «4 искусства», посвященной событиям художественной жизни, радиостанция «Говорит Москва».
С 2019 — постоянный эксперт программы «Новости. Подробно. Арт.» на телеканале «Россия-Культура»
Член Московского союза художников (1988), Ассоциации искусствоведов (1990), Международной ассоциации арт-критиков (AICA) (2016). Входит в состав общественного совета Российского еврейского конгресса.
Женат, трое детей.

## Публикации
- Мы с Кузнецкого … и дух наш молод. XVII молодежная выставка в Доме художников на Кузнецком мосту // Огонёк : журнал. — 1987. — № 5.https://drive.google.com/file/d/13txdTV81XmQmM1ERb98AiBHZCVhc9xud/view
- Молодая живопись Москвы. Из прошлого в будущее // Московский ракурс : сборник. — М.: Московский рабочий, 1988.
- Театральная ярмарка и «стихия рынка» // Театр : журнал. — 1989. — № 5.
- Созвездие мифов. Художественно-культурный эксперимент Энди Уорхола // Искусство : журнал. — 1990. — № 4.
- Конец Берлинской стены // Литературная газета : газета. — 1991. — № 10.
- Vestiges of trophy art // Kommersant : газета. — 1991. — 10 июнь.
- Private antiques and art auction given go-ahead // Kommersant : газета. — 1991. — 18 ноябрь (№ № 44).
- Аукцион «Альфа-Арт»: у советских — собственная «Сотбис» // Коммерсантъ : газета. — 1991. — 18 ноябрь (№ № 44). https://www.kommersant.ru/doc/1505* Аукционы: Правовое регулирование // Декоративное искусство : журнал. — 1991. — № 12.
- Русский бум грянет в следующем году, но на этот раз в России // Коммерсантъ Daily : газета. — 1993. — 03 июль (№ № 124).
- Художественный музей в Сургуте. Концепция. — Сургут, М., 1994.
- Художественно-социологическая теория Херберта Маршалла Маклюэна // Проект «Художественная лаборатория новых медиа», Центр современного искусства Сороса : Материалы симпозиума NewMediaLogia. — М., 1994.
- Анатолий Зверев. Настоящий и поддельный // Анатолий Зверев. Современники о художнике : сборник (авт.-сост. Н. Шмелькова). — М.: Фонд имени М. Ю. Лермонтова, 1995.
- Черный квадрат Малевича. Анти-аукцион // Артхроника : журнал. — 2002. — № 2. — С. 22—25.
- Марк Захарович. Друг по переписке // Каменский А. А. Марк Шагал. Художник из России : книга. — М.: Трилистник, 2005.
- Современное искусство как брэнд на российском рынке // Музей и арт-рынок : Материалы международного симпозиума. — СПб.: Изд-во Гос. Эрмитажа, 2007. — С. 52—55.
- Modern Art as Brand At The Russian Market ((англ.)) // Museum and the Art Market : Proceedings of Internatnional Symposium. — St. Petersburg: The State Hermitage Publishers, 2007. — С. 143—145.
- Патриотический миф на службе искусства и художественного рынка // Музей и СМИ. Острые проблемы : Материалы международного симпозиума. — СПб.: Изд-во Гос. Эрмитажа, 2008. — С. 97—101.
- Patriotic Myth At The Service of Art and Art Market ((англ.)) // Museum and Mass Media. Pressing Problems : Proceedings of Internatnional Symposium. — St. Petersburg: The State Hermitage Publishers, 2008. — С. 241—245.
- Александр Каменский пишет о Шагале. (К 90-летию Александра Абрамовича Каменcкого) // Марк Шагал и Петербург: жизнь, творчество, наследие : Материалы международного симпозиума. — СПб.: Изд-во Гос. Эрмитажа, 2008. — С. 97—101.
- Третьяковский разъезд // Итоги : Журнал. — 2008. — 07 июль (№ 28).
- Почему русское искусство стало маргинальным? // The Art Newspaper Russia : интернет-газета. — 2015 — Июнь.
- Наш водяной: бренд «Айвазовский» в бушующем море элит // Forbes Russia : журнал. — 2016. — 28 июль.
- The Aivazovsky "brand" in the surging sea of Russia's elite/.: https://www.tretyakovgallerymagazine.com/magazine/our-authors/mikhail-kamensky
- Загадка гипсовых Феликсов // Жак Липшиц (1891—1973). Ретроспектива/.: Московский музей современного искусства, 2018—164 с.: ISBN 978-5-91611-092-0. C. 126 −139.
- The Mystery of the Plaster Cast Felixes // Jacques Lipchitz (1891—1973): A Retrospective.:Moscow Museum of Modern Art, 2018—164 p. illustrated 978-5-91611-094-4. P. 126—139.
- Приоритет критика // http://www.theartnewspaper.ru/posts/6780/ The Art Newspaper Russia : интернет-газета. — 2019 — Апрель.
- Бесконечные разговоры об искусстве // http://di.mmoma.ru/news?mid=3298&id=1477 ДИ : журнал. — 2019 — Февраль.
- Фальк, Каменский и «теория прерванных традиций».  Роберт Фальк / Гос.третьяковская галерея. _ М., 2021. _ 368 с. С. 308 - 317.
- «Близнецы в тучах». Вадим Козовой и Николай Харджиев – некоторые аспекты доверительных отношений. Николай Иванович Харджиев и его «странные идеи, планы и расчеты» Из беседы Михаила Каменского с Михаилом Мейлахом. / Материалы Четвертого международного Конгресса историков искусства имени Д.В. Сарабьянова. Русское искусствознание среди европейских школ: архивные материалы из музейных и библиотечных собраний. Сборник статей̆ / Ред.-сост. Е.А. Бобринская, А.С. Корндорф, А.С. Лосева. – М.: Государственный̆ институт искусствознания, 2022. – 296 с., ил.
- Дневниковые записи Вадима Козового. Амстердам. 16–24 марта 1996 года. Материалы Четвертого международного Конгресса историков искусства имени Д.В. Сарабьянова. Русское искусствознание среди европейских школ: архивные материалы из музейных и библиотечных собраний. Сборник статей̆ / Ред.-сост. Е.А. Бобринская, А.С. Корндорф, А.С. Лосева. – М.: Государственный̆ институт искусствознания, 2022. – 296 с., ил.
- Русскоговорящие деньги на мировом художественном олимпе:эпитафия и прогноз. https://www.forbes.ru/forbeslife/520859-russkogovorasie-den-gi-na-mirovom-hudozestvennom-olimpe-epitafia-i-prognoz
- К вопросу о провенансе картины «Перекрещенный белый квадрат (черное с красным)». https://brill.com/view/journals/expt/30/1/article-p103_8.xml

## Интервью
- Введение в искусство при посредстве козьей ножки и транспортира // Деньги : журнал. — 1996. — Июнь.
- Всё, что делает Сотбис, имеет одну цель // Коммерсантъ. — 2007. — Май.
- Ответы: Михаил Каменский, директор русского Sotheby’s // Афиша : журнал. — 2007. — Сентябрь.
- Торг уместен // Коммерсантъ : газета. — 2007. — Сентябрь.
- В мире стало очень много денег // Профиль : журнал. — 2008. — Март.
- Русским интересно все // Ведомости : газета. — 2008. — Март. (недоступная ссылка)
- Современный художник между коммерцией и политическим заказом // Арт-досуг. — 2008.
- Интерес к искусству укрепляется на фоне крушений фондовых рынков // Вести. — 2008. — Октябрь.
- Малевич — наш символ веры, он должен быть российский // Коммерсантъ : газета. — 2008. — Октябрь.
- Любая коллекционерская страсть должна быть удовлетворена // РБК Daily : газета. — 2008. — Ноябрь.
- Возвышенное как товар // „Промышленник России“ : журнал. — 2009. — Май.
- Без остановок // Ведомости- Пятница : газета. — 2010. — 29 октябрь. (недоступная ссылка)
- Михаил Каменский о рынке русского искусства // Infox. — 2010. — Октябрь.
- Модель арт-рынка в корне изменилась // РИА Новости. — 2011. — Июнь.
- Уровень требований к специалистам арт-рынка растет // Новостная служба портала ВШЭ. — 2012. — Февраль.
- Sotheby’s умеренно либеральный // Millionaire.ru. — 2013. — Март.
- За сакральные знаки платят большие деньги // Лента.ру. — 20ХХ. — Месяц??.
- Почему в Sotheby’s сняли с торгов Айвазовского // Русская служба BBC : радио. — 2015. — Июнь.
- Как культурное эмбарго отразилось на арт-рынке // Деловой квартал : журнал. — 2015. — 01 июль.
- Искусствовед Михаил Каменский объяснил, почему картины Айвазовского теряют в цене // Ведомости : газета. — 2016. — 21 Июль
- Почему в Sotheby’s сняли с торгов Айвазовского // Русская служба BBC : радио. — 2015. — Июнь.
- Классика как зеркало аудитории // ТВ-культура : телеканал. — 2016. — Ноябрь.
- Чье золото скифов? // Эхо Москвы : радио. — 2016. — 17 декабрь.
- Что такое „грузинский авангард“? Секрет успеха выставки в ГМИИ им. А. С. Пушкина. // ТВ-культура : телеканал. — 2017. — 25 январь.